# Douglas Bergqvist
Jan Douglas Doug Bergqvist, född 29 mars 1993 i Stockholm, är en svensk fotbollsspelare som spelar för tjeckiska Karviná.

## Klubbkarriär
Bergqvist är född på Ekerö i Stockholms län, men flyttade med sin familj till England som åttaåring. Han spelade ungdomsfotboll för engelska Reading och Queens Park Rangers. Han spelade även ungdomsfotboll för Aldershot Town, vars akademilag han var lagkapten för.
Han började sin seniorkarriär med att lånas ut av Aldershot Town till Thatcham Town och Dorchester Town. Han gjorde sin debut för Aldershot Town i den sista matchen av säsongen 2010/2011 mot Lincoln City. Under säsongen 2011/2012 var han mestadels utlånad till Farnborough. Han återvände dock till Aldershot Town i slutet av säsongen och var med i truppen i ett par matcher. Därefter blev han utlånad till Basingstoke Town och Staines Town.
I juni 2013 skrev han på för Exeter City. Några dagar efter övergången till Exeter City, blev han utlånad till Welling United över hela säsongen 2013/2014.
I februari 2014 återvände han till Sverige efter att ha skrivit på ett tvåårskontrakt med Superettan-klubben Östersunds FK. Den 27 mars 2019 lånades Bergqvist ut till norska Haugesund på ett låneavtal fram till sommaren 2019. Låneavtalet förlängdes senare över resten av säsongen 2019.
I februari 2020 värvades Bergqvist av polska Arka Gdynia, där han skrev på ett halvårskontrakt med option på ett år till. Den 31 juli 2020 värvades Bergqvist av Kalmar FF. I januari 2022 värvades han av ukrainska Tjornomorets Odessa.
Sommaren 2023 annonserades Bergqvist som ny värvning i Degerfors IF. I mars 2024 skrev han på för tjeckiska Karviná.